# Isola di Portisco
L'isola di Portisco è un'isola del mar Tirreno situata a ridosso della costa nord-orientale della Sardegna, prospiciente l'omonima località.

Appartiene amministrativamente al comune di Olbia.